# Norton and Cuckney
Norton and Cuckney var en civil parish 2015–2023 när det uppgick i Norton, Cuckney, Holbeck and Welbeck, i Bassetlaw i Nottinghamshire i England. Den består av orterna Cuckney och Norton. Norton and Cuckney har 355 invånare (2001).